# Victoria (Roumanie)
Pour les articles homonymes, voir Victoria.
Victoria est une ville située dans le județ de Brașov, en Transylvanie, Roumanie.

## Géographie

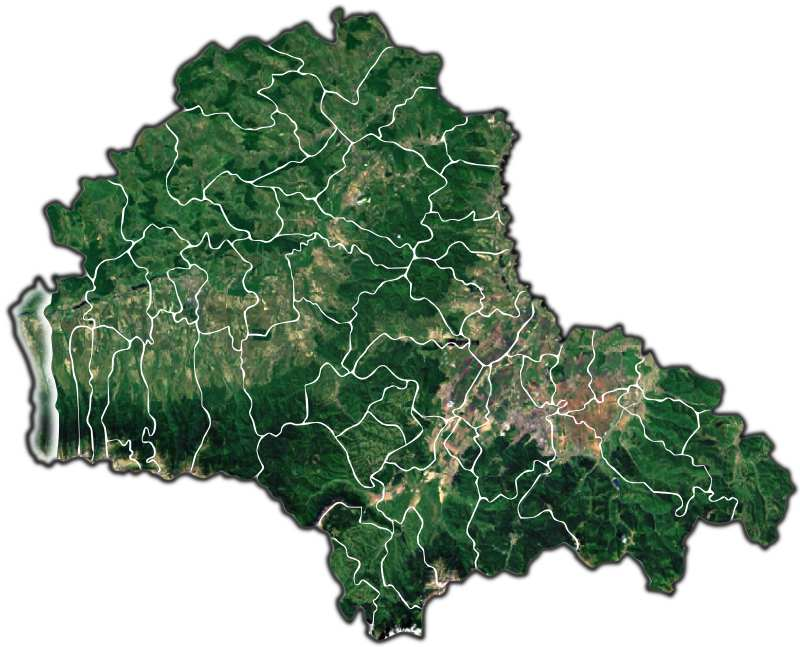
Victoria dans le județ de Brașov.

Petite ville au pied des monts Făgăraș (connus aussi sous le nom d'Alpes de Transylvanie, les plus hautes montagnes de la Roumanie, au sud de la Transylvanie), Victoria se trouve à quelque 30 kilomètres de la ville de Făgăraș, à 100 kilomètres de Brașov (la capitale du județ) et à 60 kilomètres de Sibiu.
La route européenne E68 (et nationale DN 1), qui relie ces trois villes se trouve à 7 kilomètres, au nord de la ville.
La rivière Olt, elle, coule à environ 8 kilomètres au nord de Victoria.

## Histoire
Avant la Seconde Guerre mondiale un village du nom d’Ucea s’élevait sur le site, choisi, en raison de l’abondance d’eau, pour y établir une usine chimique à capitaux tchécoslovaques. Lors du démembrement de la Tchécoslovaquie avec l’aval des puissances occidentales, l’Allemagne nazie s’empare de l’usine dans le contexte de la satellisation de la Roumanie, d’abord économique à l’époque carliste, ensuite politique à l’époque fasciste. En 1948, aux débuts du régime communiste de Roumanie, à l’époque du stalinisme, l’usine échoit aux Soviétiques qui occupent à leur tour le pays et en font une « Sov-Rom » (entreprise mixte soviéto-roumaine dont les directeurs étaient des Soviétiques et dont la production était livrée à l’URSS au titre des réparations de guerre). Elle est alors agrandie et prend le nom de „Combinatul Chimic I. V. Stalin” (« Combinat chimique I. V. Staline ») tandis que la ville est appelée Ucea Fabricii (Ucea de la Fabrique), Ucea Colonie (Colonie d'Ucea) et Ucea Roșie (Ucea la Rouge). Lors de la déstalinisation, en 1954, la ville prend son nom actuel et l’usine, celui de „Combinatul Chimic Victoria” (« Combinat chimique Victoria »).

## Économie
Après la chute de la dictature communiste, le pays passe par une difficile transition vers l’économie de marché qui se traduit par des privatisations : le combinat de Victoria est alors divisé en deux grandes sections, la S. C. (« société commerciale ») „Viromet” S. A. et la R. A. (« régie autonome », une société d'économie mixte) „Uzina chimică”. En 1995, on a jeté les bases d’une nouvelle usine chimique, au capital roumain et américain : la S. C. „Virolite” S. A., qui porte actuellement le nom de S. C. ”Purolite” S. A.. Dans la ville fonctionnent d’autres entreprises et institutions (chimiques, de constructions, de commerce, des banques etc.).

## Institutions

### Institutions scolaires
Dans la ville de Victoria, on trouve deux écoles maternelles et deux écoles de niveau du lycée. Le Lycée Théorique „Ion Codru Drăgușanu” a été fondé en 1954, sous le nom de l’École Moyenne Mixte Victoria; depuis 1966, il a porté le nom de Lycée Théorique et depuis 1994, il porte le nom actuel. Il fonctionne, à présent, avec des classes de l’école primaire, du gymnase (« du collège ») et du lycée proprement dit. Entre 1978 et 1990 le Lycée Théorique a été supprimé et les classes du lycée ont été transférées au Centre Scolaire Industriel de Chimie, de la même ville. En 2002, l’école générale (école primaire) et le gymnase (collège) de la ville ont été intégrés dans le Lycée Théorique „Ion Codru Drăgușanu”, par absorption. Dans ce lycée, quelque 1 000 élèves étudient, dont les résultats aux examens de Baccalauréat sont très bons. Le lycée a plus de 50 salles de classe, des laboratoires, des cabinets d’informatique, un Centre de Documentation et d’Information, trois gymnases, dont deux ont été inaugurés en 2004.
L’autre institution de niveau du lycée est l’actuel Collège Technique „Dr Alexandru Bărbat”. C’est le successeur des écoles professionnelles et de contremaîtres pour l’industrie chimique, fondées en 1955. En 1972, y ont été créées des classes de lycée industriel. Depuis le 4 novembre 2005 (à son 50e anniversaire), le Centre Scolaire Industriel de Chimie porte le nom actuel de Collège Technique "Dr Alexandru Bărbat". Sauf les salles de classe, au Collège Technique, il y a un Centre de Documentation et d’Information, un gymnase, une serre, des cabinets d’informatique, des ateliers de menuiserie, de serrurerie, etc.

### Institutions médicales
À part l’hôpital des maladies chroniques (les sections interne, physiothérapie, pédiatrie, laboratoire, pharmacie), il existe une polyclinique (stomatologie, laboratoires dentaires, radiologie, physiothérapie, ophtalmologie, des cabinets des médecins de famille), ainsi qu’un cabinet médical scolaire. Il y a également, dans la ville, des cabinets médicaux de dermatologie, de neurologie, de gynécologie, de pédiatrie, un laboratoire, trois pharmacies au circuit ouvert.

## Démographie

### Ethnies
| Année, | Roumains | Roumains | Hongrois | Hongrois | Allemands | Allemands | Roms | Roms | Autres | Autres |
| Année, | Nb       | %        | Nb       | %        | Nb        | %         | Nb   | %    | Nb     | %      |
| ------ | -------- | -------- | -------- | -------- | --------- | --------- | ---- | ---- | ------ | ------ |
| 1956   | 2 397    | 86,78    | 83       | 3,01     | 270       | 9,78      | 0    | 0,00 | 12     | 0,43   |
| 1966   | 5 880    | 87,54    | 181      | 2,69     | 638       | 9,50      | 0    | 0,00 | 18     | 0,27   |
| 1977   | 7 142    | 87,00    | 153      | 1,86     | 814       | 9,92      | 87   | 1,06 | 13     | 0,16   |
| 1992   | 9 838    | 96,01    | 137      | 1,34     | 189       | 1,84      | 74   | 0,72 | 9      | 0,09   |
| 2002   | 8 883    | 98,06    | 73       | 0,81     | 53        | 0,59      | 39   | 0,43 | 11     | 0,12   |
| 2011   | 6 907    | 93,51    | 40       | 0,54     | 26        | 0,35      | 21   | 0,28 | 392    | 5,31   |

### Cultes
| Année, | Orthodoxe | Orthodoxe | Evangéliste | Evangéliste | Catholique | Catholique | Réformé | Réformé | Autres | Autres |
| Année, | Nb        | %         | Nb          | %           | Nb         | %          | Nb      | %       | Nb     | %      |
| ------ | --------- | --------- | ----------- | ----------- | ---------- | ---------- | ------- | ------- | ------ | ------ |
| 1992   | 9 711     | 94,77     | 126         | 1,23        | 111        | 1,08       | 66      | 2,00    | 233    | 2,27   |
| 2002   | 8 684     | 95,86     | 38          | 0,42        | 53         | 0,59       | 28      | 0,31    | 256    | 2,83   |
| 2011   | 6 722     | 91,01     | 14          | 0,19        | 27         | 0,37       | 12      | 0,16    | 611    | 8,27   |

Dans la ville on trouve deux chapelles gréco-catholiques, trois églises et une chapelle orthodoxes, une maison de prière du culte adventiste du septième jour, une église baptiste, une maison de prière pentecôtiste et une maison de prière des Témoins de Jéhovah.

## Tourisme
- Victoria peut être considérée comme une base importante pour les amateurs d'ascensions alpines, car quelques-uns des plus hauts sommets des Carpates de Roumanie se trouvent au sud de la ville (Moldoveanu – 2 544 m altitude, Negoiu –2 535 m altitude, Viștea Mare - 2 527 m altitude, etc.). Quelques refuges alpins en sont assez proches aussi : Turnuri, Podragu, Valea Sâmbetei, Bâlea Cascade et Bâlea Lac, ainsi que le refuge alpin de Viștea Mare. Ils sont d'ailleurs en train, progressivement, de devenir des hôtels.
- Les églises fortifiées de Transylvanie sont parsemées aux alentours.
- Le complexe touristique de Sâmbăta se trouve à environ 20 kilomètres de la ville.
- Le sauvetage alpin « Salvamont », basé à Victoria, est reconnu, par la qualité de ses services, dans le pays et à l’étranger.
- Une piscine de dimensions olympiques attire, pendant la saison chaude, les amateurs de natation. Des courts, un sauna, un terrain pour le camping, un stade, un restaurant sont d’autres attraits, à côté de la piscine.
- Dans la ville, il y a aussi des hôtels, des restaurants…

## Jumelages
- Chevilly-Larue (France) depuis 1994
- Doorn (Pays-Bas) depuis novembre 2005.
- Lariano (Italie) depuis avril 2007.

Il existe dans la ville des associations d'amitié pour ces jumelages.